# Fußball-Club Remscheid 1991-1992
Questa voce raccoglie le informazioni riguardanti il Fußball-Club Remscheid nelle competizioni ufficiali della stagione 1991-1992.

## Stagione
Nella stagione 1991-1992 il Remscheid, allenato da Detlef Pirsig, concluse il campionato di 2. Bundesliga al 7º posto. In Coppa di Germania il Remscheid fu eliminato ai Terzo turno dal Bayer Uerdingen.

## Rosa
| N. |                                 | Ruolo | Calciatore          |
| -- | ------------------------------- | ----- | ------------------- |
|    | Germania (bandiera)             | P     | Thomas Feldhoff     |
|    | Germania (bandiera)             | P     | André Stocki        |
|    | Lituania (bandiera)             | D     | Viktor Bridaitis    |
|    | Germania (bandiera)             | D     | Achim Hausen        |
|    | Germania (bandiera)             | D     | Ralf Hoppe          |
|    | Lituania (bandiera)             | D     | Sigitas Jakubauskas |
|    | Serbia (bandiera)               | D     | Zdenko Kosanovic    |
|    | Germania (bandiera)             | D     | Martin Reimann      |
|    | Germania (bandiera)             | D     | Martin Schiermoch   |
|    | Bosnia ed Erzegovina (bandiera) | C     | Kemal Alispahić     |
|    | Italia (bandiera)               | C     | Pietro Callea       |

| N. |                     | Ruolo | Calciatore          |
| -- | ------------------- | ----- | ------------------- |
|    | Germania (bandiera) | C     | Peter Gemein        |
|    | Germania (bandiera) | C     | Michael Griehsbach  |
|    | Germania (bandiera) | C     | Ralf Kessen         |
|    | Germania (bandiera) | C     | Carsten Pröpper     |
|    | Germania (bandiera) | C     | Ingmar Putz         |
|    | Germania (bandiera) | C     | Hans-Jürgen Schmidt |
|    | Germania (bandiera) | C     | Martin Tilner       |
|    | Germania (bandiera) | A     | André Kröning       |
|    | Germania (bandiera) | A     | Marko Schröder      |
|    | Germania (bandiera) | A     | Oliver Sturm        |

## Organigramma societario
Area tecnica
- Allenatore: Detlef Pirsig
- Allenatore in seconda:
- Preparatore dei portieri:
- Preparatori atletici:

## Calciomercato

### Sessione estiva
| Acquisti | Acquisti       | Acquisti        | Acquisti |
| R.       | Nome           | da              | Modalità |
| -------- | -------------- | --------------- | -------- |
| C        | Pietro Callea  | Duisburg        |          |
| C        | Ingmar Putz    | Hamborn 07      |          |
| D        | Martin Reimann | Wattenscheid 09 |          |

| Cessioni | Cessioni   | Cessioni  | Cessioni |
| R.       | Nome       | a         | Modalità |
| -------- | ---------- | --------- | -------- |
| C        | Achim Grün | St. Pauli |          |

### Sessione invernale
| Acquisti | Acquisti       | Acquisti         | Acquisti |
| R.       | Nome           | da               | Modalità |
| -------- | -------------- | ---------------- | -------- |
| A        | Marko Schröder | Bayer Leverkusen |          |

| Cessioni | Cessioni | Cessioni | Cessioni |
| R.       | Nome     | a        | Modalità |
| -------- | -------- | -------- | -------- |

## Risultati

### 2. Bundesliga

#### Girone di andata
| Arbitro: | Mierswa |

|                                                        |           |                       |
| Levý 8’ Schlumberger 21’ Rauffmann 48’, 76’ Maciel 64’ | Marcatori | 55’ Tilner 70’ Gemein |

| Arbitro: | Pohlmann |

|                            |           |             |
| Gemein 36’, 73’ Callea 47’ | Marcatori | 85’ Janotta |

| Arbitro: | Scheuerer |

|            |           |            |
| Tilner 28’ | Marcatori | 17’ Drulák |

| Arbitro: | Fleske |

|                               |           |  |
| Surmann 66’ Breitenreiter 88’ | Marcatori |  |

| Remscheid 24 agosto 1991, ore 15:00 CEST 5ª giornata | Remscheid | 0 – 0 referto | St. Pauli | Röntgen-Stadion (6 000 spett.)\| Arbitro: \| Habermann \| |
| Arbitro:                                             | Habermann |               |           |                                                           |

| Arbitro: | Bußhardt |

|                              |           |               |
| van der Pütten 23’ Menke 41’ | Marcatori | 11’, 55’ Putz |

| Remscheid 31 agosto 1991, ore 15:00 CEST 7ª giornata | Remscheid | 0 – 0 referto | Hertha Berlino | Röntgen-Stadion (4 000 spett.)\| Arbitro: \| Berg \| |
| Arbitro:                                             | Berg      |               |                |                                                      |

| Brandeburgo sulla Havel 7 settembre 1991, ore 15:00 CEST 8ª giornata | Eintracht Braunschweig | 0 – 0 referto | Remscheid | Stadion der Stahlwerker (4 000 spett.)\| Arbitro: \| Stenzel \| |
| Arbitro:                                                             | Stenzel                |               |           |                                                                 |

| Arbitro: | Best |

|             |           |             |
| Pröpper 90’ | Marcatori | 73’ Lottner |

| Arbitro: | Kuhne |

|                                           |           |          |
| Sassen 36’, 64’ Jüptner 56’ Bittengel 76’ | Marcatori | 84’ Putz |

| Arbitro: | Blüthgen |

|  |           |           |
|  | Marcatori | 32’ Klaus |

#### Girone di ritorno
| Arbitro: | Hauer |

|                          |           |  |
| Bridaitis 25’ Kessen 53’ | Marcatori |  |

| Arbitro: | Haupt |

|                 |           |                             |
| Zschiedrich 42’ | Marcatori | 71’ Kröning 75’, 88’ Gemein |

| Arbitro: | Birlenbach |

|                      |           |                             |
| Drulák 64’ Linke 69’ | Marcatori | 26’ Bridaitis 79’ Kosanovic |

| Remscheid 27 ottobre 1991, ore 15:00 CET 15ª giornata | Remscheid | 0 – 0 referto | Hannover 96 | Röntgen-Stadion (3 000 spett.)\| Arbitro: \| Lehnardt \| |
| Arbitro:                                              | Lehnardt  |               |             |                                                          |

| Arbitro: | Mölm |

|                        |           |                    |
| Kocian 17’ Driller 75’ | Marcatori | 89’ (rig.) Pröpper |

| Arbitro: | Schäfer |

|                |           |           |
| Schiermoch 14’ | Marcatori | 86’ Menke |

| Arbitro: | Weise |

|                                         |           |                            |
| Görtz 10’ (rig.) Lünsmann 43’ Gries 57’ | Marcatori | 30’ Pröpper 89’ Griehsbach |

| Arbitro: | Funken |

|                       |           |          |
| Pröpper 47’ Sturm 90’ | Marcatori | 74’ Aden |

| Arbitro: | Wippermann |

|  |           |                      |
|  | Marcatori | 40’ Putz 50’ Kröning |

| Arbitro: | Merk |

|             |           |                  |
| Kröning 12’ | Marcatori | 31’ (aut.) Sturm |

| Arbitro: | Gläser |

|  |           |                                             |
|  | Marcatori | 30’ Putz 37’, 64’ Gemein 54’ (rig.) Pröpper |

### 2. Bundesliga

#### Girone di andata
| Arbitro: | Richmann |

|                    |           |               |
| Pröpper 55’ (rig.) | Marcatori | 73’ Marquardt |

| Arbitro: | Schulz |

|          |           |               |
| Hupe 65’ | Marcatori | 25’, 50’ Putz |

| Remscheid 21 marzo 1992, ore 15:00 CET 25ª giornata | Remscheid | 0 – 0 referto | Eintracht Braunschweig | Röntgen-Stadion (2 500 spett.)\| Arbitro: \| Schmidt \| |
| Arbitro:                                            | Schmidt   |               |                        |                                                         |

| Arbitro: | Kiefer |

|                        |           |  |
| Tilner 65’ Pröpper 83’ | Marcatori |  |

| Arbitro: | Kemmling |

|            |           |             |
| Präger 10’ | Marcatori | 74’ Pröpper |

| Arbitro: | Lehnardt |

|             |           |                    |
| Wollitz 47’ | Marcatori | 30’ (rig.) Pröpper |

| Arbitro: | Pohlmann |

|  |           |              |
|  | Marcatori | 68’ Pasul'ko |

| Arbitro: | Müller |

|                   |           |  |
| Holze 69’ Lux 86’ | Marcatori |  |

| Arbitro: | Birlenbach |

|                                 |           |                         |
| Drabow 12’ (rig.) Rauffmann 79’ | Marcatori | 23’, 51’ (rig.) Pröpper |

| Arbitro: | Richmann |

|  |           |             |
|  | Marcatori | 15’ Janotta |

### Coppa di Germania
| Arbitro: | Blüthgen |

|                                 |           |  |
| Sturm 5’ Jakubauskas 55’ (rig.) | Marcatori |  |

| Arbitro: | Aust |

|            |           |                                  |
| Gemein 84’ | Marcatori | 17’ Jüptner 57’ Laeßig 78’ Adler |

## Statistiche

### Statistiche di squadra
| Competizione      | Punti | In casa | In casa | In casa | In casa | In casa | In casa | In trasferta | In trasferta | In trasferta | In trasferta | In trasferta | In trasferta | Totale | Totale | Totale | Totale | Totale | Totale | DR |
| Competizione      | Punti | G       | V       | N       | P       | Gf      | Gs      | G            | V            | N            | P            | Gf           | Gs           | G      | V      | N      | P      | Gf     | Gs     | DR |
| ----------------- | ----- | ------- | ------- | ------- | ------- | ------- | ------- | ------------ | ------------ | ------------ | ------------ | ------------ | ------------ | ------ | ------ | ------ | ------ | ------ | ------ | -- |
| 2. Bundesliga     | 22    | 11      | 3       | 7       | 1       | 11      | 7       | 11           | 3            | 3            | 5            | 19           | 21           | 22     | 6      | 10     | 6      | 30     | 28     | +2 |
| 2. Bundesliga     | -     | 5       | 1       | 2       | 2       | 3       | 3       | 5            | 1            | 3            | 1            | 6            | 7            | 10     | 2      | 5      | 3      | 9      | 10     | -1 |
| Coppa di Germania | -     | 2       | 1       | 0       | 1       | 3       | 3       | 0            | 0            | 0            | 0            | 0            | 0            | 2      | 1      | 0      | 1      | 3      | 3      | 0  |
| Totale            | 22    | 18      | 5       | 9       | 4       | 17      | 13      | 16           | 4            | 6            | 6            | 25           | 28           | 34     | 9      | 15     | 10     | 42     | 41     | +1 |

### Andamento in campionato
| Giornata  | 1  | 2 | 3 | 4 | 5 | 6 | 7  | 8 | 9 | 10 | 11 | 12 | 13 | 14 | 15 | 16 | 17 | 18 | 19 | 20 | 21 | 22 |
| --------- | -- | - | - | - | - | - | -- | - | - | -- | -- | -- | -- | -- | -- | -- | -- | -- | -- | -- | -- | -- |
| Luogo     | T  | C | C | T | C | T | C  | T | C | T  | C  | C  | T  | T  | C  | T  | C  | T  | C  | T  | C  | T  |
| Risultato | P  | V | N | P | N | N | N  | N | N | P  | P  | V  | V  | N  | N  | P  | N  | P  | V  | V  | N  | V  |
| Posizione | 12 | 7 | 7 | 9 | 9 | 9 | 10 | 8 | 9 | 10 | 12 | 10 | 8  | 8  | 8  | 10 | 8  | 10 | 9  | 8  | 8  | 7  |

Legenda:

Luogo: C = Casa; T = Trasferta. Risultato: V = Vittoria; N = Pareggio; P = Sconfitta.

### Statistiche dei giocatori
| Giocatore      | 2. Bundesliga | 2. Bundesliga | 2. Bundesliga | 2. Bundesliga | Coppa di Germania | Coppa di Germania | Coppa di Germania | Coppa di Germania | Totale   | Totale | Totale      | Totale     |
| Giocatore      | Presenze      | Reti          | Ammonizioni   | Espulsioni    | Presenze          | Reti              | Ammonizioni       | Espulsioni        | Presenze | Reti   | Ammonizioni | Espulsioni |
| -------------- | ------------- | ------------- | ------------- | ------------- | ----------------- | ----------------- | ----------------- | ----------------- | -------- | ------ | ----------- | ---------- |
| K. Alispahić   | 4             | 0             | 1             | 0             | 0                 | 0                 | 0                 | 0                 | 4        | 0      | 1           | 0          |
| V. Bridaitis   | 16            | 2             | 4             | 0             | 1                 | 0                 | 0                 | 0                 | 17       | 2      | 4           | 0          |
| P. Callea      | 16            | 1             | 1             | 0             | 1                 | 0                 | 0                 | 0                 | 17       | 1      | 1           | 0          |
| T. Feldhoff    | 0             | 0             | 0             | 0             | 0                 | 0                 | 0                 | 0                 | 0        | 0      | 0           | 0          |
| P. Gemein      | 18            | 7             | 3             | 1             | 2                 | 1                 | 0                 | 0                 | 20       | 8      | 3           | 1          |
| M. Griehsbach  | 17            | 1             | 2             | 1             | 2                 | 0                 | 0                 | 0                 | 19       | 1      | 2           | 1          |
| A. Hausen      | 14            | 0             | 1             | 0             | 0                 | 0                 | 0                 | 0                 | 14       | 0      | 1           | 0          |
| R. Hoppe       | 7             | 0             | 1             | 0             | 0                 | 0                 | 0                 | 0                 | 7        | 0      | 1           | 0          |
| S. Jakubauskas | 14            | 0             | 4             | 0             | 2                 | 1                 | 0                 | 0                 | 16       | 1      | 4           | 0          |
| R. Kessen      | 14            | 1             | 3             | 0             | 2                 | 0                 | 0                 | 0                 | 16       | 1      | 3           | 0          |
| Z. Kosanovic   | 21            | 1             | 0             | 0             | 2                 | 0                 | 0                 | 0                 | 23       | 1      | 0           | 0          |
| A. Kröning     | 20            | 3             | 1             | 0             | 1                 | 0                 | 0                 | 0                 | 21       | 3      | 1           | 0          |
| C. Pröpper     | 14            | 5             | 0             | 0             | 1                 | 0                 | 0                 | 0                 | 15       | 5      | 0           | 0          |
| I. Putz        | 17            | 5             | 2             | 0             | 2                 | 0                 | 0                 | 0                 | 19       | 5      | 2           | 0          |
| M. Reimann     | 4             | 0             | 1             | 0             | 1                 | 0                 | 0                 | 0                 | 5        | 0      | 1           | 0          |
| M. Schiermoch  | 17            | 1             | 5             | 0             | 2                 | 0                 | 0                 | 0                 | 19       | 1      | 5           | 0          |
| H. Schmidt     | 19            | 0             | 0             | 0             | 2                 | 0                 | 0                 | 0                 | 21       | 0      | 0           | 0          |
| M. Schröder    | 7             | 0             | 0             | 0             | 0                 | 0                 | 0                 | 0                 | 7        | 0      | 0           | 0          |
| A. Stocki      | 22            | 0             | 1             | 0             | 2                 | 0                 | 0                 | 0                 | 24       | 0      | 1           | 0          |
| O. Sturm       | 9             | 1             | 2             | 0             | 1                 | 1                 | 0                 | 0                 | 10       | 2      | 2           | 0          |
| M. Tilner      | 22            | 2             | 3             | 0             | 2                 | 0                 | 1                 | 0                 | 24       | 2      | 4           | 0          |